# Santa Cecilia Tower

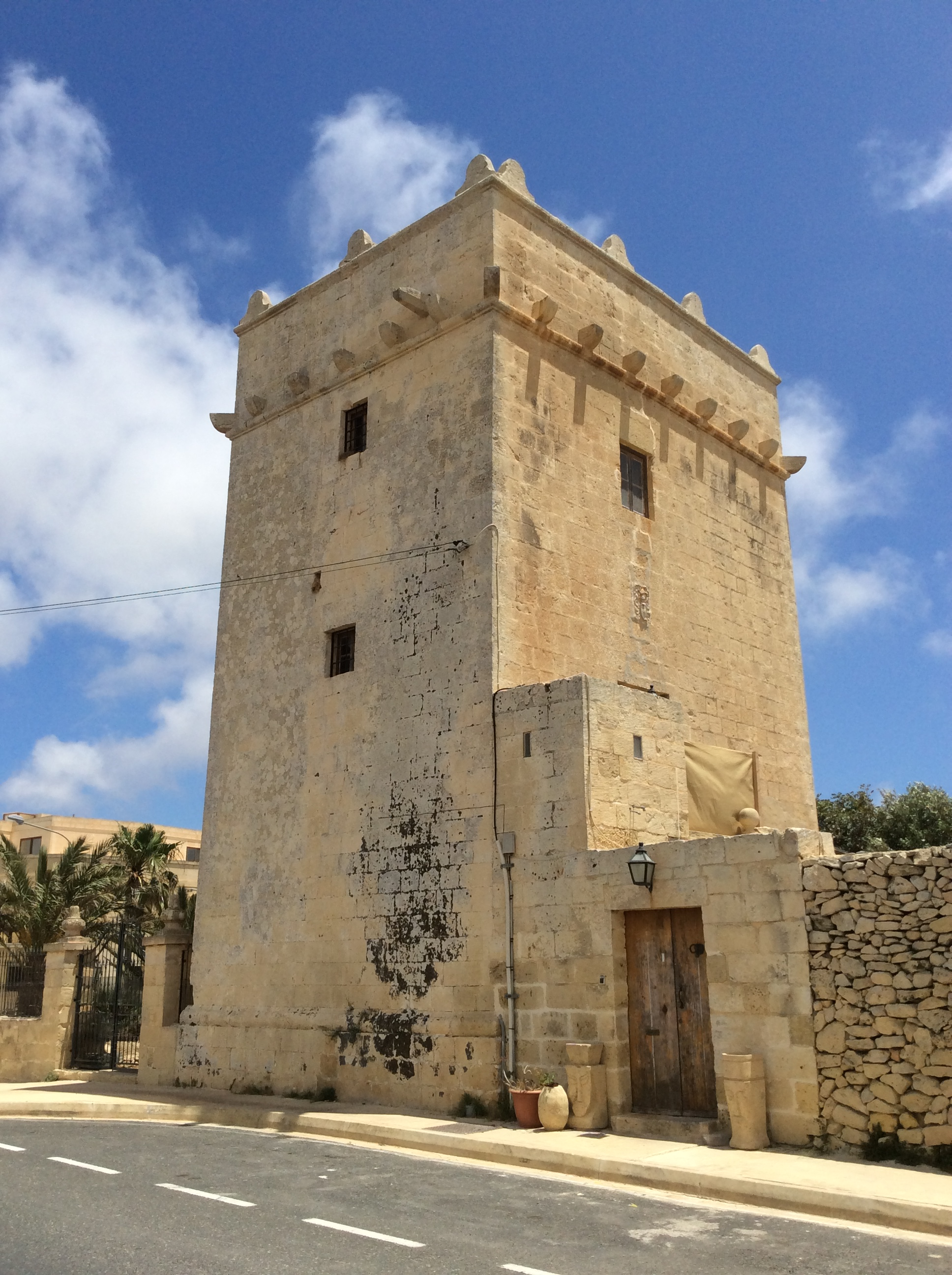
Santa Cecilia Tower (2016)

Der Santa Cecilia Tower (maltesisch Torri ta’ Santa Ċeċilja) ist ein Wehrturm in Għajnsielem auf der zu Malta gehörenden Insel Gozo. Er wurde von einem Ritter des Malteserordens errichtet, um der Bevölkerung des Ortes Schutz vor den Überfällen von Korsaren zu bieten. Das Gebäude steht als Grade-1-Bauwerk unter Denkmalschutz und ist im National Inventory of the Cultural Property of the Maltese Islands unter der Nummer 1443 verzeichnet.
Der gut erhaltene Turm befindet sich in Privatbesitz und ist für die Öffentlichkeit nicht zugänglich.

## Geschichte
Bernardo Macedonia, Kommandeur der Artillerie des Ordens, ließ den Turm 1613 erbauen. Der Name leitet sich ab von der nahegelegenen Santa Cecilia Chapel, die nach ihrer Entwidmung 1644 als Nebengebäude des Turms und des dazugehörigen Anwesens diente.
Nach dem Bau der Wignacourt Towers, der Lascaris Towers sowie der De Redin Towers wurde es möglich, von diesem Turm aus innerhalb weniger Minuten eine Nachricht von Süd-Gozo in den Norden der Insel zu übermitteln. Vom Dach dieses Turms aus ist sowohl die Ramla Bay als auch der Mġarr ix-Xini Tower gut sichtbar. Von Mġarr aus konnte die Nachricht dann zum St Mary’s Tower auf Comino und von dort aus zur Insel Malta weitergeleitet werden.
Der Turm war seit seiner Errichtung in Privatbesitz. 1997, ein Jahr nachdem er unter Denkmalschutz gestellt worden war, versuchte die Regierung Maltas, das Gebäude und die dazugehörige Kapelle zu enteignen, doch der entsprechende Bescheid wurde wegen Streitigkeiten um die Entschädigung nie vollzogen. So dient er immer noch als Privatwohnsitz.

## Beschreibung
Der vergleichsweise kleine Turm hat einen rechteckigen Grundriss und gerade Wände mit wenigen kleinen Fenstern. Die weitgehend einfach gehaltene Struktur zeigt neben steinernen Sturmpfosten als dekorative Elemente Dachschmuck und einfache Wasserspeier.